# The Bootleg Series Vol. 4 Bob Dylan Live 1966 The “Royal Albert Hall” Concert
The Bootleg Series Vol. 4 Bob Dylan Live 1966 The “Royal Albert Hall” Concert ist ein Livealbum von Bob Dylan. Es wurde von Jeff Rosen produziert und am 13. Oktober 1998 regulär veröffentlicht. Alle Kompositionen darauf stammen von Bob Dylan, mit einer Ausnahme: die Komposition Baby, Let Me Follow You Down, bereits enthalten auf seinem ersten Album Bob Dylan (1962), geht angeblich zurück auf Reverend Gary Davis, von diesem veröffentlicht unter dem Titel Baby, Let Me Lay It on You. Auf dem Album von 1962 schreibt Dylan den Song Eric Von Schmidt (“Ric Von Schmidt”) zu, der Text stammt von Bob Dylan.

## Beginn
Am 24. und 25. Juli 1965 war Bob Dylan, der bis zu diesem Zeitpunkt stets ohne Mitspieler auf der Bühne gestanden hatte, beim Newport Folk Festival in Newport erstmals in Begleitung einer Band, der Butterfield Blues Band, aufgetreten. Bis heute hält sich die Legende, er sei dort ausgebuht worden, als er zur Elektrogitarre griff. Richtig ist vielmehr, dass das Publikum verärgert auf den aus nur drei Songs bestehenden Auftritt reagierte – mehr hatte die Band nicht geprobt – und Dylan die Zugabe solo mit der akustischen Gitarre bestreiten musste.
Auch bei der anschließenden Tournee, die am 28. August 1965 im Forest Hills Tennis Stadium in New York begann und sich – immer wieder unterbrochen für Plattenaufnahmen zu dem Album Blonde on Blonde – über 76 Konzerte in neun Monaten auf drei Kontinenten (Nordamerika, Australien, Europa) bis zum 27. Mai 1966 (in der Royal Albert Hall in London) hinzog, wurde Dylan von einer Band, den Hawks, anfangs in der Besetzung Robbie Robertson, Al Kooper, Harvey Brooks und Levon Helm, begleitet, die wenig später als The Band berühmt werden sollten, wobei die Musiker von Dylan nie als Band vorgestellt wurden, sondern relativ anonym blieben. Jeden Abend wiederholte sich der dramaturgische Ablauf der Konzerte wie ein Ritual: Im ersten Teil der mit gedämpftem Applaus bedachte Bob Dylan ohne Begleitband in gewohnter akustischer Version alleine auf der Bühne; Unruhe, Zwischenrufe und Aggressionen aus dem in allabendlicher Erwartung des Skandals (der vorgegebene zweigeteilte Ablauf der Konzerte war längst bei den Besuchern bekannt) ungeduldig harrenden Publikums im zweiten Teil, in dem er, unterstützt von den Hawks, die elektrische Variante zu Gehör brachte.
Überall reagierte ein Teil des Publikums mit Ablehnung auf die ausgelassene Lust und ungezügelte Spielfreude, mit der die Band die elektrisch verstärkten Songs spielte. Dylan wurde vorgeworfen, sich aufzuführen und zu bewegen wie Mick Jagger und mit seiner Band wie eine Rock-’n’-Roll-Kapelle zum Tanz aufzuspielen. Puristen sahen einen Bruch mit dem traditionellen Folk und Dylan als Verräter. Nicht gewöhnlichen, lauten und schmutzigen Rock ’n’ Roll hatte das Publikum erwartet, sondern idealistische Protestlieder gegen Ausbeutung, Unterdrückung und Krieg.

## Das Konzert
Ein Mitschnitt des Konzerts vom 17. Mai 1966 in der Free Trade Hall in Manchester wurde Ende 1970/Anfang 1971 als Bootleg unter verschiedenen Titeln veröffentlicht. Am 3. Juni 1971 rezensierte der Musikkritiker Dave Marsh das Konzert in der Musikzeitschrift Creem und stellte mit Bewunderung fest: “It is the most supremely elegant piece of rock ’n’ roll music I’ve ever heard… The extreme subtlety of the music is so closely interwoven with its majesty that they appear as one and the same.”
Berühmt wurde der Mitschnitt unter dem irreführenden und falschen Namen “Royal Albert Hall—May 27, 1966” vor allem auch deshalb, weil es eine verbale Auseinandersetzung zwischen dem Publikum und dem Sänger außergewöhnlich eindringlich und akustisch deutlich dokumentiert. Ein Teil der Konzertbesucher reagierte vorhersehbar irritiert, verärgert und aufgebracht ob der elektrisch verstärkt dargebotenen Songs. Das Publikum in Manchester drückte seine Protesthaltung durch Unruhe, Nervosität, rhythmisches Klatschen und in Zwischenrufen aus.
Dylan provozierte das Publikum wohl, kaum ein Song, der so gebracht wurde, wie es die Fans erwarteten: Desolation Row und Visions of Johanna, auf Platte getragen von einem neuen Rock-’n’-Roll-Sound, werden zu Epen eines neugeschaffenen Psychedelic Folk – ebenso Mr. Tambourine Man, eine Dylan-Komposition, die von den Byrds als Pop-Nummer berühmt gemacht wurde.
In der elektrischen zweiten Hälfte des Konzerts nahm Dylan dann einige seiner früheren Songs und stellte sie in einen neuen Zusammenhang. Das einst nette I Don’t Believe You (She Acts Like We Never Have Met), in dem ein junger Folksänger in erster Linie verwirrt ist, wird zu einem Ausdruck von Schmerz, Wut und Verachtung. One Too Many Mornings, ein kurzes, intimes Folkstück, ist nun die ultimative Verkörperung eines Rock-Songs, und Rick Danko singt nicht, er schreit mit Dylan das Ende des Refrains.
Im Laufe des Abends steigerten sich die Unmutsäußerungen, die Dylan und seiner Band auch bereits bei den Auftritten in den USA und in Australien widerfahren waren. Aus dem Zuschauerraum ist schließlich, von nicht wenigen im Publikum demonstrativ mit Applaus bedacht, der Zwischenruf „Judas!“ zu vernehmen. Neue Zwischenrufe, aus dem Publikum immer wieder Applaus. Dann ein weiterer Zwischenruf, auf der Aufnahme kaum zu hören: „I’m never listening to you again, ever!“ Dylans lakonische Antwort: „I don’t believe you“, dann, nach längerer Pause: „You’re a liar“ und weiter, zur Band gewandt: „Play it fucking loud!“ Anschließend der Song Like A Rolling Stone, aufreizend langsam, aber wie von Dylan gefordert, sehr laut gespielt (zu sehen ist diese Szene in Martin Scorseses Dokumentation No Direction Home – Bob Dylan aus dem Jahr 2005).
Es war das letzte Lied an diesem Abend; eine weitere Zugabe gab es nicht, nur ein kurzes „Thank you!“, anschließend verließ Dylan zusammen mit der Band die Bühne. In Teilen der englischen Musikpresse war damals von Punk die Rede, was rückwirkend betrachtet verständlicher ist.
Bob Dylans schwerer Motorradunfall am 29. Juli 1966 beendete diese Schaffensphase.

## Veröffentlichung
Am 13. Oktober 1998 wurde The Bootleg Series Vol. 4 Bob Dylan Live 1966 The “Royal Albert Hall” Concert bei Sony/Columbia Records offiziell veröffentlicht. Dabei handelt es sich um ein bedeutendes musikhistorisches Dokument; denn es hält den Zeitpunkt fest, als der politische Folk in der Tradition von Woody Guthrie und der Rock ’n’ Roll zu einer Massenbewegung verschmolzen („The birth of modern rock as we know it“ – Q Magazine), und es markiert Dylans endgültigen Aufstieg zur Rocklegende. Auch sonst hatte die Tournee nicht nur negative Aspekte; man denke nur an den demonstrativen Schulterschluss mit anderen Rockgrößen jener Tage, den Beatles und den Rolling Stones. Die ursprüngliche und falsche Bezeichnung der Bootleg-Pressung (Royal Albert Hall) behielt die Plattenfirma bei, vermutlich aus verkaufstaktischen Gründen, setzte sie jedoch korrekterweise in Anführungszeichen.
Am 11. November 2016 erschien eine weitere Veröffentlichung im Rahmen einer 36-CD-Box unter dem Titel The 1966 Live Recordings mit allen bekannten Aufnahmen der Tour; teilweise TV-Aufnahmen, offizielle Mitschnitte von CBS für ein geplantes Live-Album, ergänzt durch private Konzert-Mitschnitte (Bootlegs).

## Titelliste CD 1 (akustisch)
1. She Belongs to Me (3:27)
2. Fourth Time Around (4:37)
3. Visions of Johanna (8:08)
4. It’s All Over Now, Baby Blue (5:45)
5. Desolation Row (11:31)
6. Just Like a Woman (5:52)
7. Mr. Tambourine Man (8:53)

## Titelliste CD 2 (elektrisch)
1. Tell Me, Momma (5:10)
2. I Don’t Believe You (She Acts Like We Never Have Met) (6:07)
3. Baby, Let Me Follow You Down (3:46)
4. Just Like Tom Thumb’s Blues (6:50)
5. Leopard-Skin Pill-Box Hat (4:50)
6. One Too Many Mornings (4:22)
7. Ballad of a Thin Man (7:55)
8. Like a Rolling Stone (8:01)